# Wajegaon
Wajegaon is een census town in het district Nanded van de Indiase staat Maharashtra. 

## Demografie
Volgens de Indiase volkstelling van 2001 wonen er 7668 mensen in Wajegaon, waarvan 51% mannelijk en 49% vrouwelijk is. De plaats heeft een alfabetiseringsgraad van 51%. 